# ボリス3世 (ブルガリア王)
ボリス3世（ブルガリア語: Борис III, ラテン文字転写: Boris III、1894年1月30日 - 1943年8月28日）は、ブルガリアの国王（ツァール、在位：1918年10月3日 - 1943年8月28日）。父フェルディナントの退位によって即位した。母はパルマ公ロベルト1世の長女マリア・ルイーザ。

## 生涯

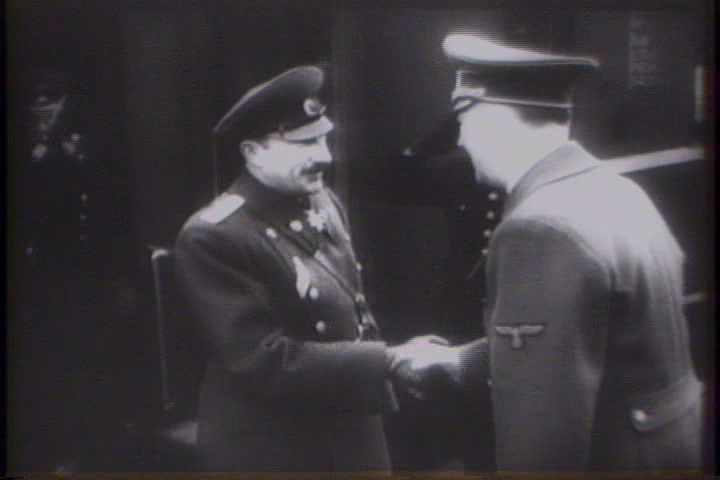
ボリス3世とアドルフ・ヒトラー（1943年）

ブルガリア国王フェルディナントの長男としてソフィアに生まれる。陸軍学校で教育を受け、第一次世界大戦に軍人として参加するが、敗北に伴いフェルディナントが退位したことから、1918年に24歳で即位した。
敗戦処理の中でアレクサンダル・スタンボリイスキ率いる農民人民同盟や共産党勢力が伸張し、これを排除するため1923年にクーデター（1923年ブルガリアクーデター）を決行。1934年にも再度クーデター（1934年ブルガリアクーデター）を起こして議会や全政党を解散、親ドイツ派軍人の支持を得て国王を頂点とする親政を確立した。
第二次世界大戦では中立を模索するが、1941年に日独伊三国同盟に加入。結局枢軸国側で参戦した。1943年、ナチス・ドイツのアドルフ・ヒトラーを訪問するが、その直後に急死した。心臓発作とされているが、暗殺説もある。
王位は幼少のシメオン2世が継ぎ、弟のキリルらが摂政となった。

### 没後
遺体はリラ修道院に埋葬されたものの、王政廃止後の社会主義政権（ブルガリア人民共和国）によってヴラナ宮殿の中庭に改葬された。しかし、1954年に社会主義政権によって再び改葬されて以来、遺体は行方不明のままである。このため、1989年の社会主義政権崩壊後に行われた調査では心臓を収めた容器のみが発見され、1994年にリラ修道院に戻された。

## 家族
1930年にイタリア国王ヴィットーリオ・エマヌエーレ3世の娘ジョヴァンナ（イオアンナ）と結婚し、1男1女を儲けた。
- マリヤ・ルイザ（1933年 - ）
- シメオン2世（1937年 - ） ブルガリア国王（在位：1943年 - 1946年）、ブルガリア共和国首相（在任：2001年 - 2005年）